# Wanda Curtis
Wanda Curtis született Kovács Hajnalka Katalin (1975. november 7. –) pornószínésznő.
Magyar származású pornósztár. Egyéb művésznevei: Annalisa Montezomolo, Wanda, Hajni Kovacs, Hajni, Judy, Vanda Curtis, Najna, Vanda, Angie, Annalisa Montezemolo, Laura, Hanji Kovacs, Hayni C. 1997-ben, 22 évesen kezdett a pornóiparban dolgozni. Díjai: 2004 AVN Award, 2005 AVN Award, 2005 AVN Award nominee.

## Filmjei
- Sodomania 26 (1998)
- Uranus Experiment 1 (1999)
- Chasing The Big Ones 10 (2001)
- Seymore Butts Asstravaganza (2001)
- Oral Adventures Of Craven Moorehead 17 (2003)
- Cum Guzzlers 2 (2004)